# Klusåbergets naturreservat
Klusåbergets naturreservat är ett naturreservat i Bodens kommun i Norrbottens län.
Området är naturskyddat sedan 2019 och är 2,2 kvadratkilometer stort. Reservatet ligger väster om Luleälven på Stora Klusåbergets topp och östsida. Det består av tallskog  samt i nordost äldre granskog med stort lövinslag.